# Mistrzostwa Europy w Strzelaniu z 10 m 2016
Mistrzostwa Europy w Strzelaniu z 10 metrów 2016 – 45. edycja mistrzostw Europy w strzelaniu z 10 metrów, których zawody zostały rozegrane w Győr, w dniach 22-28 lutego 2016 roku.
Klasyfikację medalową wygrała Rosja przed Ukrainą i Węgrami. Polska zajęła 10. pozycję w tej samej klasyfikacji.

## Medaliści
Seniorzy
| Konkurencja                       | Data      | Złoto                                                                  | Srebro                                                                | Brąz                                                          |
| MĘŻCZYŹNI                         |           |                                                                        |                                                                       |                                                               |
| karabin, 10 m                     | 27 lutego | Siergiej Kamienskij                                                    | Ilja Czarniejka                                                       | Petar Gorša                                                   |
| karabin, 10 m (druż.)             | 27 lutego | Rosja · Siergiej Kamienskij · Władimir Maslennikow · Nazar Ługiniec    | Białoruś · Ilja Czarniejka · Witalij Bubnowicz · Juryj Szczerbacewicz | Austria · Gernot Rumpler · Alexander Schmirl · Bernhard Pickl |
| pistolet, 10 m                    | 26 lutego | Yusuf Dikeç                                                            | Pablo Carrera                                                         | Pawło Korostylow                                              |
| pistolet, 10 m (druż.)            | 26 lutego | Rosja · Władimir Gonczarow · Władimir Isakow · Anton Gourianow         | Ukraina · Pawło Korostylow · Ołeh Omelczuk · Denys Kusznirow          | Serbia · Damir Mikec · Dimitrije Grgić · Dusko Petrov         |
| ruchoma tarcza, 10 m              | 25 lutego | Dmitrij Romanow                                                        | Łukasz Czapla                                                         | Jesper Nyberg                                                 |
| ruchoma tarcza, 10 m (druż.)      | 26 lutego | Rosja · Dmitrij Romanow · Maksim Stepanow · Michaił Azarenko           | Węgry · József Sike · László Boros · Tamas Tasi                       | Czechy · Miroslav Januš · Bedrich Jonas · David Pokorný       |
| ruchoma tarcza, 10 m, mix         | 25 lutego | Maksim Stepanow                                                        | József Sike                                                           | Krister Holmberg                                              |
| ruchoma tarcza, 10 m, mix (druż.) | 25 lutego | Rosja · Maksim Stepanow · Dmitrij Romanow · Michaił Azarenko           | Finlandia · Krister Holmberg · Heikki Lahdekorpi · Sami Heikkila      | Węgry · József Sike · Tamas Tasi · László Boros               |
| KOBIETY                           |           |                                                                        |                                                                       |                                                               |
| karabin, 10 m                     | 26 lutego | Andrea Arsović                                                         | Malin Westerheim                                                      | Petra Lustenberger                                            |
| karabin, 10 m (druż.)             | 26 lutego | Węgry · Lalita Gaspar · Julianna Miskolczi · Kata Zwickl-Veres         | Rosja · Daria Wdowina · Anna Żukowa · Anna Suszko                     | Niemcy · Barbara Engleder · Jolyn Beer · Isabella Straub      |
| pistolet, 10 m                    | 27 lutego | Olena Kostewycz                                                        | Antoaneta Boniewa                                                     | Zorana Arunović                                               |
| pistolet, 10 m (druż.)            | 27 lutego | Rosja · Witalina Bacaraszkina · Liubow Jaskiewicz · Olga Kuzniecowa    | Serbia · Zorana Arunović · Bobana Veličković · Brankica Zarić         | Węgry · Viktória Egri · Adrienn Nemes · Zsófia Csonka         |
| ruchoma tarcza, 10 m              | 26 lutego | Galina Awramienko                                                      | Liudmyła Wasiljuk                                                     | Olga Stepanowa                                                |
| ruchoma tarcza, 10 m (druż.)      | 26 lutego | Ukraina · Galina Awramienko · Liudmyła Wasiljuk · Wiktorija Rybowałowa | Rosja · Olga Stepanowa · Irina Izmałkowa · Marina Fiedorenko          | Niemcy · Julie Kirr · Daniela Vogelbacher · Nina Danner       |
| ruchoma tarcza, 10 m, mix         | 25 lutego | Olga Stepanowa                                                         | Galina Awramienko                                                     | Wiktorija Rybowałowa                                          |
| ruchoma tarcza, 10 m, mix (druż.) | 25 lutego | Ukraina · Galina Awramienko · Wiktorija Rybowałowa · Liudmyła Wasiljuk | Rosja · Olga Stepanowa · Irina Izmałkowa · Marina Fiedorenko          | Niemcy · Daniela Vogelbacher · Nina Danner · Julie Kirr       |
| KONKURENCJE MIESZANE              |           |                                                                        |                                                                       |                                                               |
| karabin, 10 m (mikst)             | 27 lutego | Serbia · Andrea Arsović · Milutin Stefanović                           | Rosja · Daria Wdowina · Władimir Maslennikow                          | Chorwacja · Petar Gorša · Snježana Pejčić                     |
| pistolet, 10 m (mikst)            | 27 lutego | Serbia · Zorana Arunović · Damir Mikec                                 | Ukraina · Ołeh Omelczuk · Olena Kostewycz                             | Czechy · Jindřich Dubový · Silvie Získalová                   |

Juniorzy
| Konkurencja                       | Data      | Złoto                                                                | Srebro                                                                  | Brąz                                                                     |
| MĘŻCZYŹNI                         |           |                                                                      |                                                                         |                                                                          |
| karabin, 10 m                     | 24 lutego | Maximilian Dallinger                                                 | István Péni                                                             | Kyryłł Koziuk                                                            |
| karabin, 10 m (druż.)             | 24 lutego | Węgry · István Péni · Zalán Pekler · Peter Vas                       | Niemcy · Maximilian Dallinger · Gregor Stabel · Lukas Fischer           | Ukraina · Kyryłł Koziuk · Dmytro Omielianienko · Ołeksandr Kołochow      |
| pistolet, 10 m                    | 25 lutego | Artiom Czernousow                                                    | Gvido Cvetkovs                                                          | Anton Zanin                                                              |
| pistolet, 10 m (druż.)            | 25 lutego | Rosja · Aleksander Bassariew · Artiom Czernousow · Anton Zanin       | Ukraina · Bohdan Kyryłenko · Ołeksandr Samostrol · Pawło Krepostniak    | Niemcy · Simon Weiß · Theo Hadrath · Jan-Hendrik Waldvogt                |
| ruchoma tarcza, 10 m              | 24 lutego | Ihor Kizyma                                                          | Maksym Babuszok                                                         | Jarosław Klepikow                                                        |
| ruchoma tarcza, 10 m (druż.)      | 24 lutego | Ukraina · Ihor Kizyma · Maksym Babuszok · Dmytro Mielnyk             | Rosja · Jarosław Klepikow · Walerij Dawidow · Samir Chagi               | Armenia · Razmik Minasjan · Szant Sargsjan · Howhannes Chacztrian        |
| ruchoma tarcza, 10 m, mix         | 27 lutego | Espen Teppdalen Nordsveen                                            | Ihor Kizyma                                                             | Jarosław Klepikow                                                        |
| ruchoma tarcza, 10 m, mix (druż.) | 27 lutego | Ukraina · Ihor Kizyma · Maksym Babuszok · Dmytro Mielnyk             | Rosja · Jarosław Klepikow · Samir Chagi · Walerij Dawidow               | Armenia · Razmik Minasjan · Szant Sargsjan · Howhannes Chacztrian        |
| KOBIETY                           |           |                                                                      |                                                                         |                                                                          |
| karabin, 10 m                     | 25 lutego | Anastasija Gałaszyna                                                 | Sarah Hornung                                                           | Johanna Theresa Tripp                                                    |
| karabin, 10 m (druż.)             | 25 lutego | Serbia · Milica Babić · Sanja Vukašinović · Marija Kolarevic         | Rosja · Anastasija Gałaszyna · Tatiana Charkowa · Jekaterina Parszukowa | Niemcy · Johanna Theresa Tripp · Verena Schmid · Lisa-Marie Haunerdinger |
| pistolet, 10 m                    | 24 lutego | Mathilde Lamolle                                                     | Nino Chuciberidze                                                       | Denisa Bezdecna                                                          |
| pistolet, 10 m (druż.)            | 24 lutego | Rosja · Margarita Łomonowa · Aleksandra Nikołajenko · Tatiana Szkred | Francja · Mathilde Lamolle · Sophie Polo · Celina Perrey                | Niemcy · Teresa Groß · Susanne Ross · Lea Kleesattel                     |
| ruchoma tarcza, 10 m              | 24 lutego | Julija Tymoszko                                                      | Florence Louis                                                          | Veronika Major                                                           |
| ruchoma tarcza, 10 m (druż.)      | 24 lutego | Rosja · Natalia Poczatkowa · Anna Kostina · Ksenija Anufriewa        | Ukraina · Julija Tymoszko · Wiktoria Stecjura · Darja Rozniatowska      | Węgry · Veronika Major · Borbála Csányi · Lilla Békevári                 |
| ruchoma tarcza, 10 m, mix         | 27 lutego | Veronika Major                                                       | Lilit Mykyrtczian                                                       | Julija Tymoszko                                                          |
| ruchoma tarcza, 10 m, mix (druż.) | 27 lutego | Ukraina · Julija Tymoszko · Wiktorija Stecjura · Darja Rozniatowska  | Rosja · Ksenija Anufriewa · Natalia Poczatkowa · Anna Kostina           | Węgry · Veronika Major · Borbála Csányi · Lilla Békevári                 |
| KONKURENCJE MIESZANE              |           |                                                                      |                                                                         |                                                                          |
| karabin, 10 m (mikst)             | 25 lutego | Węgry · Viktória Hurai · István Péni                                 | Szwajcaria · Sarah Hornung · Christoph Dürr                             | Izrael · Tal Engler · Ofek Engel                                         |
| pistolet, 10 m (mikst)            | 25 lutego | Węgry · Veronika Major · Vilmos Agardy                               | Polska · Agata Nowak · Patryk Sakowski                                  | Rosja · Margarita Łomowa · Artiom Czernousow                             |

## Klasyfikacja medalowa
| Poz. | Reprezentacja | złoto | srebro | brąz | Razem |
| ---- | ------------- | ----- | ------ | ---- | ----- |
| 1.   | Rosja         | 14    | 8      | 5    | 27    |
| 2.   | Ukraina       | 9     | 8      | 5    | 22    |
| 3.   | Węgry         | 5     | 3      | 5    | 13    |
| 4.   | Serbia        | 4     | 1      | 2    | 7     |
| 5.   | Francja       | 1     | 2      | 0    | 3     |
| 6.   | Niemcy        | 1     | 1      | 7    | 9     |
| 7.   | Norwegia      | 1     | 1      | 0    | 2     |
| 8.   | Turcja        | 1     | 0      | 0    | 1     |
| 9.   | Szwajcaria    | 0     | 2      | 1    | 3     |
| 10.  | Białoruś      | 0     | 2      | 0    | 2     |
|      | Polska        | 0     | 2      | 0    | 2     |
| 12.  | Armenia       | 0     | 1      | 2    | 3     |
| 13.  | Finlandia     | 0     | 1      | 1    | 2     |
| 13.  | Hiszpania     | 0     | 1      | 1    | 2     |
| 15.  | Bułgaria      | 0     | 1      | 0    | 1     |
|      | Gruzja        | 0     | 1      | 0    | 1     |
|      | Łotwa         | 0     | 1      | 0    | 1     |
| 18.  | Czechy        | 0     | 0      | 2    | 2     |
|      | Chorwacja     | 0     | 0      | 2    | 2     |
| 20.  | Austria       | 0     | 0      | 1    | 1     |
|      | Izrael        | 0     | 0      | 1    | 1     |
|      | Szwecja       | 0     | 0      | 1    | 1     |